# دون آلتوبلو
اوزوالدو " اوزی " آلتوبلو ، یک شخصیت داستانی در فیلم پدرخوانده قسمت سوم محصول سال ۱۹۹۰ است. در این فیلم نقش او توسط
ایلای والاک به تصویر کشیده شده است.  